# Good-Feel
Good-Feel Co., Ltd. (株式会社グッド・フィール Kabushiki-Gaisha Guddo Fīru?) es una empresa japonesa desarrolladora de videojuegos. Good-Feel empezó en Hyogo, Japón en 2005 y pronto abrió una instalación de producción en Tokio. Se enfoca principalmente en el desarrollo de videojuegos para consolas de Nintendo. Sus juegos iniciales, siendo el primero lanzado en 2007, consistían en libros educativos para niños muy pequeños  y enseñanza de idioma inglés para niños y adultos.
En 2008 la compañía se convirtió en el desarrollador del juego Wario Land: Shake It! para la consola Wii de Nintendo. Este hecho marcó la entrada de Good-Feel al mercado de las consolas caseras.
La compañía fue fundada por Etsunobu Ebisu, un exempleado de Konami el 10 de marzo de 2005. Le habló a Nintendo de su nueva compañía y les preguntó si podrían trabajar en un juego. El veterano empleado de Nintendo Takahiro Harada le preguntó a Ebisu si le gustaría hacer un nuevo juego de la serie de Wario Land. Harada siempre quiso producir una nueva secuela dentro de la serie de Warioland, además, antes de su reunión con Ebisu, Harada se enteró de que este había trabajado en el desarrollo de un juego de Nintendo DS que le había gustado mucho. Aunque Ebisu sugirió un juego de disparos, acordó crear un juego de plataforma después que Harada lo convenciera, y el resultado fue el juego Wario Land: Shake It!,  un juego de plataformas 2D lanzado en  2008 con gráficos dibujados a mano, con la ayuda de los estudios de animación Production I.G y Kusanagi. Más tarde en 2010  hicieron el juego, Kirby's Epic Yarn,un título único dentro de la franquicia de Kirby.

## Juegos desarrollados para Nintendo
| Juego                                           | Distribuidor | Sistema         | Fecha                 |
| ----------------------------------------------- | ------------ | --------------- | --------------------- |
| Wario Land: Shake It!                           | Nintendo     | Wii             | 24 de julio de 2008   |
| Looksley's Line Up                              | Nintendo     | Nintendo DSi    | 17 de mayo de 2010    |
| Kirby's Epic Yarn                               | Nintendo     | Wii             | 14 de octubre de 2010 |
| 3D Hidden Picture                               | Nintendo     | Nintendo DSi    | 2010                  |
| Wii Play: Motion (2 minijuegos)                 | Nintendo     | Wii             | 13 de junio de 2011   |
| Mario & Luigi: Dream Team (Batalla de gigantes) | Nintendo     | Nintendo 3DS    | 12 de julio de 2013   |
| Yoshi's Woolly World                            | Nintendo     | Wii U           | 26 de junio de 2015   |
| Poochy & Yoshi's Woolly World                   | Nintendo     | Nintendo 3DS    | 19 de enero de 2017   |
| Kirby's Extra Epic Yarn                         | Nintendo     | Nintendo 3DS    | 7 de marzo de 2019    |
| Yoshi's Crafted World                           | Nintendo     | Nintendo Switch | 29 de marzo de 2019   |
| Princess Peach: Showtime!                       | Nintendo     | Nintendo Switch | 22 de marzo de 2024   |

## Juegos desarrollados
| Juego                       | distribuidor             | Sistema     | Fecha                 |
| --------------------------- | ------------------------ | ----------- | --------------------- |
| Training Words              | Educational Network Inc. | Nintendo DS | 11 de octubre de 2007 |
| Training Quiz               | Benesse Corporation      | Nintendo DS | 29 de mayo de 2008    |
| Sense Training: Shape Space | Benesse Corporation      | Nintendo DS | 29 de mayo de 2008    |
| English Training            | Educational Network Inc. | Nintendo DS | 26 de marzo de 2009   |
| Training Words              | Educational Network Inc. | Nintendo DS | 26 de marzo de 2009   |